# Kabinet-Attlee I
Het kabinet-Attlee I was de uitvoerende macht van de Britse overheid van 26 juli 1945 tot 28 februari 1950. Het kabinet werd gevormd door de Labour Party na de verkiezingen van 1945 met Clement Attlee de partijleider van de Labour Party als premier. In het kabinet zaten meerdere prominenten zoals Herbert Morrison, Stafford Cripps, Hugh Gaitskell, Ernest Bevin, Christopher Addison, Frank Pakenham, Philip Noel-Baker, Harold Wilson en Aneurin Bevan.

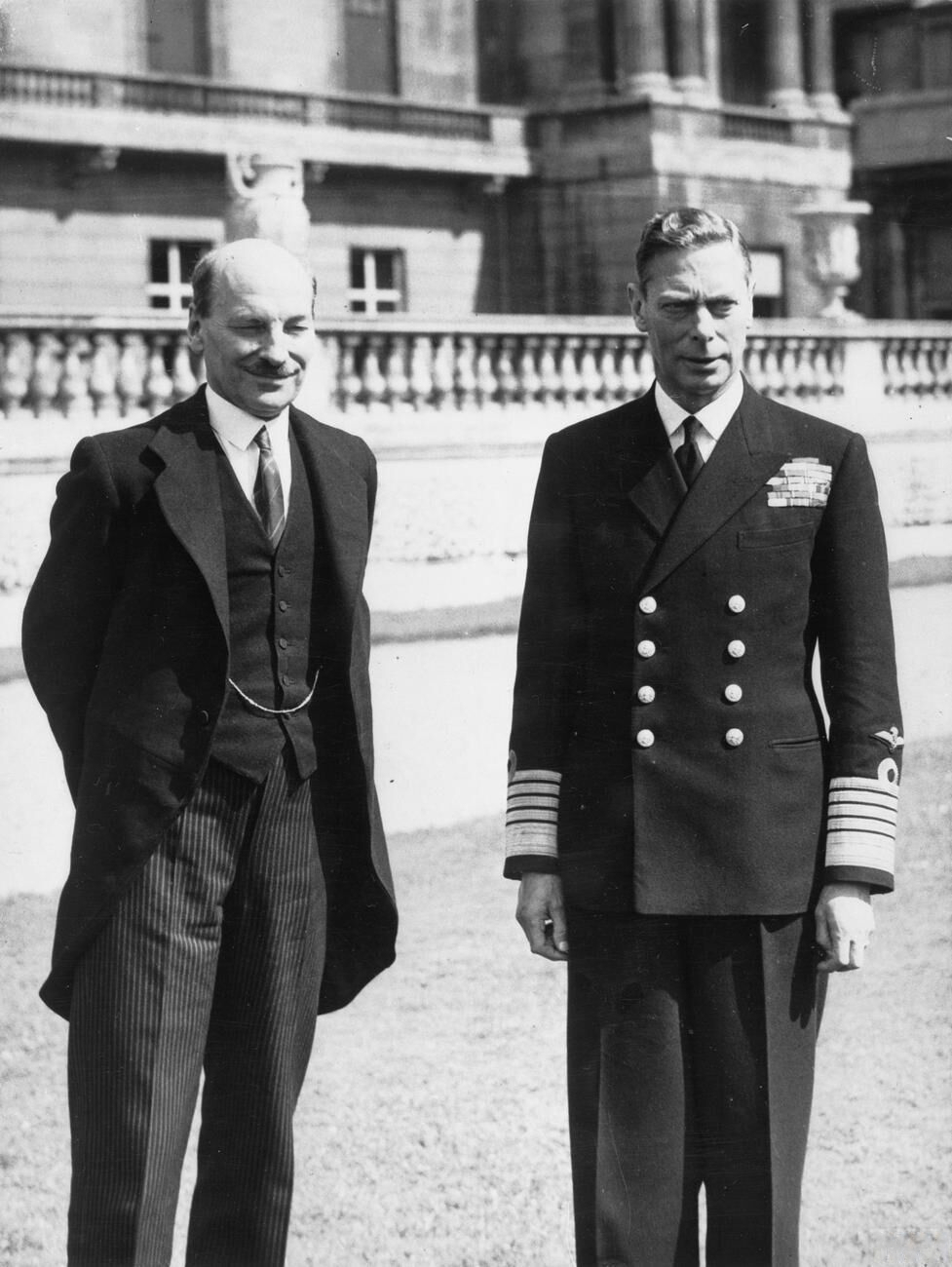
Premier Clement Attlee en Koning George VI in Londen op 26 juli 1945.

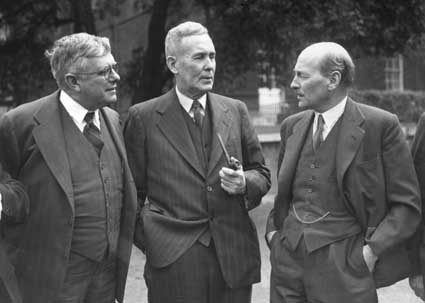
Premier van Australië Ben Chifley, Australisch minister van Justitie Herbert Evatt en premier Clement Attlee in Londen op 19 augustus 1946.

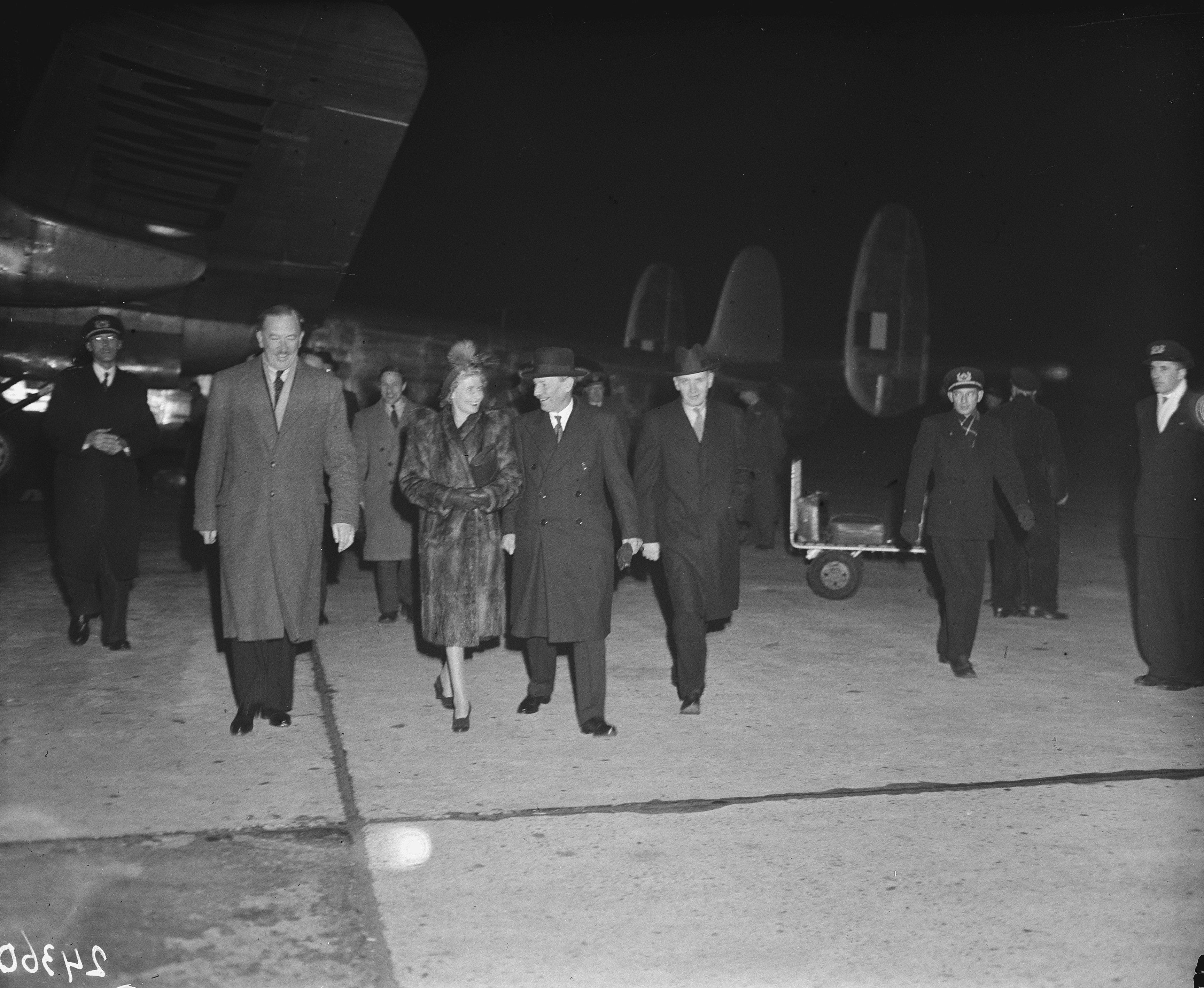
Premier Clement Attlee op Luchthaven Schiphol op 3 november 1947.

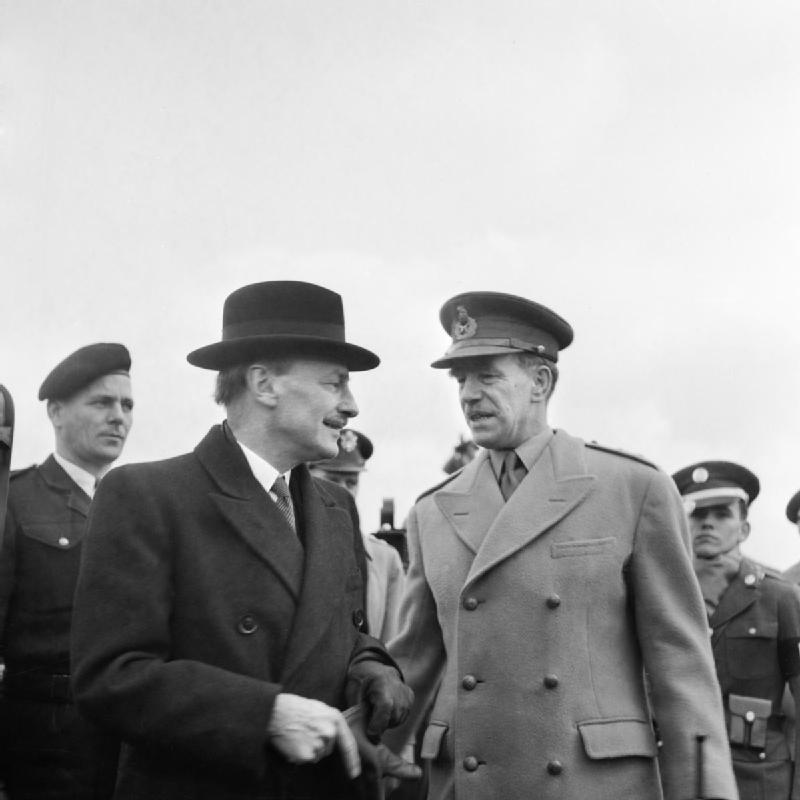
Premier Clement Attlee en generaal Brian Robertson op Flughafen Berlin-Tempelhof op 21 maart 1949.

## Samenstelling
| Ambtsbekleder                                                           | Ambtsbekleder              | Ambtsbekleder                                                   | Functie(s)                                        | Ambtstermijn      | Ambtstermijn      | Partij       |
| ----------------------------------------------------------------------- | -------------------------- | --------------------------------------------------------------- | ------------------------------------------------- | ----------------- | ----------------- | ------------ |
|                                                                         | Clement Attlee             | Clement Attlee (1883–1967)                                      | Premier                                           | 26 juli 1945      | 26 oktober 1951   | Labour Party |
|                                                                         | Herbert Morrison           | Herbert Morrison (1888–1965)                                    | Vicepremier                                       | 26 juli 1945      | 26 oktober 1951   | Labour Party |
| Lord President of the Council                                           | Herbert Morrison           | Herbert Morrison (1888–1965)                                    | 9 maart 1951                                      | 26 juli 1945      |                   | Labour Party |
| Leader of the House of Commons                                          | Herbert Morrison           | Herbert Morrison (1888–1965)                                    | 9 maart 1951                                      | 26 juli 1945      |                   | Labour Party |
|                                                                         | Hugh Dalton                | Hugh Dalton (1887–1962)                                         | Minister van Financiën                            | 26 juli 1945      | 13 november 1947  | Labour Party |
|                                                                         | Stafford Cripps            | Sir Stafford Cripps (1889–1952)                                 | Minister van Financiën                            | 13 november 1947  | 19 oktober 1950   | Labour Party |
|                                                                         | Ernest Bevin               | Ernest Bevin (1881–1951)                                        | Minister van Buitenlandse Zaken                   | 26 juli 1945      | 9 maart 1951      | Labour Party |
|                                                                         | Chuter Ede                 | Chuter Ede (1882–1965)                                          | Minister van Binnenlandse Zaken                   | 26 juli 1945      | 26 oktober 1951   | Labour Party |
|                                                                         | Arthur Greenwood           | Arthur Greenwood (1880–1954)                                    | Lord Privy Seal                                   | 26 juli 1945      | 17 april 1947     | Labour Party |
|                                                                         |                            | Baron Inman Philip Inman (1892–1979)                            | Lord Privy Seal                                   | 17 april 1947     | 7 oktober 1947    | Labour Party |
|                                                                         | Christopher Addison        | Burggraaf Addison Christopher Addison (1869–1951)               | Lord Privy Seal                                   | 7 oktober 1947    | 9 maart 1951      | Labour Party |
|                                                                         | William Jowitt             | Baron Jowitt William Jowitt (1885–1957)                         | Lord Chancellor                                   | 26 juli 1945      | 26 oktober 1951   | Labour Party |
|                                                                         | Clement Attlee             | Clement Attlee (1883–1967)                                      | Minister van Defensie                             | 26 juli 1945      | 20 december 1946  | Labour Party |
|                                                                         | Albert Alexander           | Albert Alexander (1885–1965)                                    | Minister van Defensie                             | 20 december 1946  | 28 februari 1950  | Labour Party |
|                                                                         | Jack Lawson                | Jack Lawson (1881–1965)                                         | Minister voor Oorlog                              | 26 juli 1945      | 4 oktober 1946    | Labour Party |
|                                                                         | Frederick Bellenger        | Frederick Bellenger (1894–1968)                                 | Minister voor Oorlog                              | 4 oktober 1946    | 7 oktober 1947    | Labour Party |
|                                                                         | Manny Shinwell             | Manny Shinwell (1884–1986)                                      | Minister voor Oorlog                              | 7 oktober 1947    | 28 februari 1950  | Labour Party |
|                                                                         | Albert Alexander           | Albert Alexander (1885–1965)                                    | First Lord of the Admiralty                       | 26 juli 1945      | 4 oktober 1946    | Labour Party |
|                                                                         | Hugh Dalton                | George Hall (1881–1965)                                         | First Lord of the Admiralty                       | 4 oktober 1946    | 24 mei 1951       | Labour Party |
|                                                                         | William Wedgwood Benn      | Commodore Burggraaf Stansgate William Wedgwood Benn (1877–1960) | Minister voor de Luchtmacht                       | 26 juli 1945      | 4 oktober 1946    | Labour Party |
|                                                                         | Philip Noel-Baker          | Philip Noel-Baker (1889–1982)                                   | Minister voor de Luchtmacht                       | 4 oktober 1946    | 7 oktober 1947    | Labour Party |
|                                                                         |                            | Arthur Henderson II (1893–1968)                                 | Minister voor de Luchtmacht                       | 7 oktober 1947    | 26 oktober 1951   | Labour Party |
|                                                                         | Stafford Cripps            | Sir Stafford Cripps (1889–1952)                                 | Minister van Handel                               | 26 juli 1945      | 29 september 1947 | Labour Party |
|                                                                         | Harold Wilson              | Harold Wilson (1916–1995)                                       | Minister van Handel                               | 29 september 1947 | 24 april 1951     | Labour Party |
|                                                                         | Manny Shinwell             | Manny Shinwell (1884–1986)                                      | Minister voor Energie                             | 3 augustus 1945   | 7 oktober 1947    | Labour Party |
|                                                                         | Hugh Dalton                | Hugh Dalton (1887–1962)                                         | Minister voor Energie                             | 7 oktober 1947    | 28 februari 1950  | Labour Party |
|                                                                         | Aneurin Bevan              | Aneurin Bevan (1897–1960)                                       | Minister van Volksgezondheid                      | 26 juli 1945      | 17 januari 1951   | Labour Party |
|                                                                         | George Isaacs              | George Isaacs (1883–1979)                                       | Minister van Arbeid                               | 26 juli 1945      | 17 januari 1951   | Labour Party |
|                                                                         | Wilfred Paling             | Wilfred Paling (1883–1971)                                      | Minister van Pensioenen                           | 26 juli 1945      | 17 april 1947     | Labour Party |
|                                                                         |                            | John Hynd (1902–1971)                                           | Minister van Pensioenen                           | 17 april 1947     | 7 oktober 1947    | Labour Party |
|                                                                         | George Buchanan            | George Buchanan (1890–1955)                                     | Minister van Pensioenen                           | 7 oktober 1947    | 2 juli 1948       | Labour Party |
|                                                                         | Hilary Marquand            | Hilary Marquand (1901–1972)                                     | Minister van Pensioenen                           | 2 juli 1948       | 17 januari 1951   | Labour Party |
|                                                                         |                            | Jim Griffiths (1890–1975)                                       | Minister van Verzekeringen                        | 26 juli 1945      | 28 February 1950  | Labour Party |
|                                                                         | Ellen Wilkinson            | Ellen Wilkinson (1891–1947)                                     | Minister van Onderwijs                            | 26 juli 1945      | 6 februari 1947   | Labour Party |
|                                                                         |                            |                                                                 |                                                   |                   |                   |              |
|                                                                         |                            | George Tomlinson (1890–1952)                                    | Minister van Onderwijs                            | 10 februari 1947  | 26 oktober 1951   | Labour Party |
|                                                                         | Alfred Barnes              | Alfred Barnes (1887–1974)                                       | Minister van Transport en Luchtvaart              | 26 juli 1945      | 26 oktober 1951   | Labour Party |
|                                                                         | Hugh Dalton                | Hugh Dalton (1887–1962)                                         | Minister van Lokale Zaken en Ruimtelijke Ordening | 28 februari 1950  | 26 oktober 1951   | Labour Party |
|                                                                         | Tom Williams               | Tom Williams (1897–1977)                                        | Minister van Landbouw en Visserij                 | 26 juli 1945      | 26 oktober 1951   | Labour Party |
|                                                                         |                            | John Hynd (1902–1971)                                           | Kanselier van het Hertogdom Lancaster             | 26 juli 1945      | 17 april 1947     | Labour Party |
|                                                                         | Frank Pakenhan             | Baron Pakenham Frank Pakenham (1905–2001)                       | Kanselier van het Hertogdom Lancaster             | 17 april 1947     | 31 mei 1948       | Labour Party |
|                                                                         | Hugh Dalton                | Hugh Dalton (1887–1962)                                         | Kanselier van het Hertogdom Lancaster             | 31 mei 1948       | 28 februari 1950  | Labour Party |
|                                                                         | Hugh Dalton                | George Hall (1881–1965)                                         | Minister voor Koloniale Zaken                     | 26 juli 1945      | 4 oktober 1946    | Labour Party |
|                                                                         |                            | Arthur Creech Jones (1891–1964)                                 | Minister voor Koloniale Zaken                     | 4 oktober 1946    | 28 februari 1950  | Labour Party |
|                                                                         | Christopher Addison        | Burggraaf Addison Christopher Addison (1869–1951)               | Minister voor Dominion Zaken                      | 26 juli 1945      | 7 juli 1947       | Labour Party |
| Minister voor Gemenebest Zaken                                          | Christopher Addison        | Burggraaf Addison Christopher Addison (1869–1951)               | 7 juli 1947                                       | 7 oktober 1947    |                   | Labour Party |
| Minister voor Gemenebest Zaken                                          |                            | Philip Noel-Baker                                               | Philip Noel-Baker (1889–1982)                     | 7 oktober 1947    | 28 februari 1950  | Labour Party |
|                                                                         | Frederick Pethick-Lawrence | Baron Pethick- Lawrence Frederick Pethick- Lawrence (1871–1961) | Minister voor Brits-Indië en Birma                | 26 juli 1945      | 17 april 1947     | Labour Party |
|                                                                         |                            | Graaf van Listowel William Hare (1906–1997)                     | Minister voor Brits-Indië en Birma                | 17 april 1947     | 7 oktober 1947    | Labour Party |
|                                                                         |                            | Joseph Westwood (1884–1948)                                     | Minister voor Schotland                           | 26 juli 1945      | 7 oktober 1947    | Labour Party |
|                                                                         |                            | Arthur Woodburn (1890–1978)                                     | Minister voor Schotland                           | 7 oktober 1947    | 28 februari 1950  | Labour Party |
|                                                                         | Albert Alexander           | Albert Alexander (1885–1965)                                    | Minister zonder portefeuille                      | 4 oktober 1946    | 20 december 1946  | Labour Party |
|                                                                         | Arthur Greenwood           | Arthur Greenwood (1880–1954)                                    | Minister zonder portefeuille                      | 17 april 1947     | 29 september 1947 | Labour Party |
| Formeel geen leden van het kabinet, maar woonde kabinetsvergadering bij |                            |                                                                 |                                                   |                   |                   |              |
| Ambtsbekleder                                                           | Ambtsbekleder              | Ambtsbekleder                                                   | Functie(s)                                        | Ambtstermijn      | Ambtstermijn      | Partij       |
|                                                                         |                            |                                                                 | Thesaurier- generaal                              |                   |                   |              |
|                                                                         | Arthur Greenwood           | Arthur Greenwood (1880–1954)                                    | 10 juli 1946                                      | 17 april 1947     | Labour Party      |              |
|                                                                         | Hilary Marquand            | Hilary Marquand (1901–1972)                                     | 17 april 1947                                     | 2 juli 1948       | Labour Party      |              |
|                                                                         | Christopher Addison        | Burggraaf Addison Christopher Addison (1869–1951)               | 2 juli 1948                                       | 1 april 1949      | Labour Party      |              |
|                                                                         | Gordon Macdonald           | Baron Macdonald van Gwaenysgor Gordon Macdonald (1888–1966)     | 1 april 1949                                      | 26 oktober 1951   | Labour Party      |              |
|                                                                         | Hartley Shawcross          | Sir Hartley Shawcross (1882–1965)                               | Advocaat- generaal                                | 26 juli 1945      | 24 april 1951     | Labour Party |

Russell I ·
Smith-Stanley I ·
Hamilton-Gordon ·
Temple I ·
Smith-Stanley II ·
Temple II ·
Russell II ·
Smith-Stanley III ·
Disraeli I ·
Gladstone I ·
Disraeli II ·
Gladstone II ·
Gascoyne-Cecil I ·
Gladstone III ·
Gascoyne-Cecil II ·
Gladstone IV ·
Primrose ·
Gascoyne-Cecil III ·
Gascoyne-Cecil IV ·
Balfour ·
Campbell-Bannerman ·
Asquith I ·
Asquith II ·
Asquith III ·
Asquith IV ·
Lloyd George I ·
Lloyd George II ·
Law ·
Baldwin I ·
MacDonald I ·
Baldwin II ·
MacDonald II ·
MacDonald III ·
MacDonald IV ·
Baldwin III ·
Chamberlain I ·
Chamberlain II ·
Churchill I ·
Churchill II ·
Attlee I ·
Attlee II ·
Churchill III ·
Eden ·
Macmillan I ·
Macmillan II ·
Douglas-Home ·
Wilson I ·
Wilson II ·
Heath ·
Wilson III ·
Callaghan ·
Thatcher I ·
Thatcher II ·
Thatcher III ·
Major I ·
Major II ·
Blair I ·
Blair II ·
Blair III ·
Brown ·
Cameron I ·
Cameron II ·
May I ·
May II ·
Johnson I ·
Johnson II ·
Truss ·
Sunak ·
Starmer